# Selous vildtreservat
Selous vildtreservat  (engelsk: Selous Game Reserve) i Tanzania er et af verdens største faunareservater, og er kendt for sit fantastiske dyreliv. Selous omfatter et areal på 54.600 km², et areal der er større end Danmark. Der er et bredt spekter af naturtyper – især græsletter i nord og tæt skov i syd. Det meste af området fremstår næsten upåvirket af menneskelig aktivitet. Reservatet rummer de fleste større pattedyr,  blandt andet elefanter, sort næsehorn, zebra, flodheste og leoparder. Der er omkring 30.000 elefanter i området, en af verdens største populationer. Parken ligger mellem 80 moh. i nordøst og 1.300 moh. ved Mbarikabjergene i syd. 
Til forskel for de fleste andre vildtreservater er jagt tilladt i Selous, men kun til fods. Reservatet er alligevel sparsomt besøgt, ikke mindst på grund af et stort  antal tsetsefluer.
Attraktionerne i området omfatter især Rufijifloden, og den 100 m dybe og 100 m brede Stieglercanyon. De fleste turistfaciliteter ligger nær Stiegler.
De første dele af området blev fredet i 1905. Parken er opkaldt efter den engelske eventyrer og naturven Frederick Selous (1851–1917). Tilstødende beskyttede områder er Mikumi nationalpark og Kilombero vildtforvaltningsområde i vest. Udzungwa Mountains nationalpark ligger også vest for Selous.
Trods hård kritik fra WWF, underskrev Tanzanias præsident John Magufuli   i 2018, kontrakter om opførelse af en dæmning og vandkraftværk på Rufijifloden (Stiegler’s Gorge Hydropower Dam Project). Opstemningen vil  oversvømme et område på 1200 km². 

## Eksterne kilder og henvisninger
1. ↑  Tanzania bygger dæmning i verdenskendt vildtreservat 13.12.2018 på globalnyt.dk
2. ↑  wwf.de True Cost Of Power Arkiveret 27. juli 2018 hos  Wayback Machine Barnaby Dye and Joerg Hartmann. wwf.de 2017, hentet 14. december 2018

- tanzaniaodyssey.com
- UNEP World Conservation Monitoring Centre: faktaark (Webside ikke længere tilgængelig)

8°54′S 37°38′Ø / 8.900°S 37.633°Ø